# تصفيات كأس العالم 2014 – آسيا المرحلة الثانية
هذه الصفحة تقدم الملخصات من مباريات الاتحاد الآسيوي لكرة القدم للدور الثاني لتصفيات بطولة كأس العالم لكرة القدم 2014.

## النظام
في هذا الدور التحقت الفرق الثمانية الفائزة من الدور الأول بالـ22 منتخب آسيوي مصنفون من 6–27 في تصنيف كأس العالم للاتحاد الآسيوي لكرة القدم. الفرق تم وضعها عشوائياً في 15 مواجهة ذهاب وإياب. القرعة أخذت ماكنها يوم 30 مارس 2011 في مقر الاتحاد الآسيوي لكرة القدم في كوالا لمبور، ماليزيا، إلى جانب القرعة للدور الأول.
أقيمت المباريات قبل إجراء القرعة التمهيدية لكأس العالم لكرة القدم 2014، مع لعب المواجهة الأولى يوم 23 يوليو 2011 والمواجهة الثانية يوم 28 يوليو. الفائزون الخمسة عشر اينضموا إلى الفرق خمسة الأعلى في التصنيف في قرعة تقسيم المجموعات للدور الثالث من التصفيات الآسيوية.

## النتائج
| الفريق الأول             | إجم. | الفريق الثاني | مباراة الذهاب | مباراة الإياب |
| ------------------------ | ---- | ------------- | ------------- | ------------- |
| تايلاند                  | 3–2  | فلسطين        | 1–0           | 2–2           |
| لبنان                    | 4–2  | بنغلاديش      | 4–0           | 0–2           |
| الصين                    | 13–3 | لاوس          | 7–2           | 6–1           |
| تركمانستان               | 4–5  | إندونيسيا     | 1–1           | 3–4           |
| الكويت                   | 5–1  | الفلبين       | 3–0           | 2–1           |
| عمان                     | 5–0  | ميانمار       | 3–0           | 2–0           |
| السعودية                 | 8–0  | هونغ كونغ     | 3–0           | 5–0           |
| إيران                    | 5–0  | المالديف      | 4–0           | 1–0           |
| سوريا                    | 0–6  | طاجيكستان     | 0–3           | 0–3           |
| قطر                      | 4–2  | فيتنام        | 3–0           | 1–2           |
| العراق                   | 2–0  | اليمن         | 2–0           | 0–0           |
| سنغافورة                 | 6–4  | ماليزيا       | 5–3           | 1–1           |
| أوزبكستان                | 7–0  | قرغيزستان     | 4–0           | 3–0           |
| الإمارات العربية المتحدة | 5–2  | الهند         | 3–0           | 2–2           |
| الأردن                   | 10–1 | نيبال         | 9–0           | 1–1           |

| تايلاند             | 1–0   | فلسطين |
| ------------------- | ----- | ------ |
| جاكافان كايبروم 18' | تقرير |        |

| فلسطين             | 2–2   | تايلاند                      |
| ------------------ | ----- | ---------------------------- |
| مراد عليان 5'، 90' | تقرير | داتساكورن تونغلاو 34'، 90+3' |

فاز منتخب تايلاند لكرة القدم 3–2 في الإجمالي وتقدم إلى تصفيات كأس العالم لكرة القدم 2014 – آسيا المرحلة الثالثة.
| لبنان                                                             | 4–0   | بنغلاديش |
| ----------------------------------------------------------------- | ----- | -------- |
| حسن معتوق 16' · محمود العلي 27' · علي السعدي 55' · طارق العلي 64' | تقرير |          |

| بنغلاديش                              | 2–0   | لبنان |
| ------------------------------------- | ----- | ----- |
| ميتون تشودري 52' · جاهد حسن أميلي 87' | تقرير |       |

فاز منتخب لبنان لكرة القدم 4–2 في الإجمالي وتقدم إلى تصفيات كأس العالم لكرة القدم 2014 – آسيا المرحلة الثالثة.
| الصين                                                                       | 7–2   | لاوس                                    |
| --------------------------------------------------------------------------- | ----- | --------------------------------------- |
| يانغ زو 45+2'، 54'، 73' · تشين تاو 52'، 88' · هاو جونمين 81'، 90+1' (ركلة.) | تقرير | Vongchiengkham 5' · فيساي فافوفانين 31' |

| لاوس                | 1–6   | الصين                                                                   |
| ------------------- | ----- | ----------------------------------------------------------------------- |
| فيساي فافوفانين 47' | تقرير | تشو بو 24' · يو هانشاو 36'، 87' · دينغ جوشيانغ 67'، 82' · يانغ زو 90+3' |

فاز منتخب الصين لكرة القدم 13–3 في الإجمالي وتقدم إلى تصفيات كأس العالم لكرة القدم 2014 – آسيا المرحلة الثالثة.
| تركمانستان    | 1–1   | إندونيسيا      |
| ------------- | ----- | -------------- |
| Krendelew 12' | تقرير | محمد إلهام 30' |

| إندونيسيا                                              | 4–3   | تركمانستان                                |
| ------------------------------------------------------ | ----- | ----------------------------------------- |
| كريستيان غونزالس 9'، 19' · Nasuha 43' · محمد رضوان 76' | تقرير | Amanow 72' · Şamyradow 84' · Çoňkaýew 87' |

فاز منتخب إندونيسيا لكرة القدم 5–4 في الإجمالي وتقدم إلى تصفيات كأس العالم لكرة القدم 2014 – آسيا المرحلة الثالثة.
| الكويت                                           | 3–0   | الفلبين |
| ------------------------------------------------ | ----- | ------- |
| يوسف ناصر 17' · مساعد ندا 68' · فهد الأنصاري 85' | تقرير |         |

| الفلبين           | 1–2   | الكويت                       |
| ----------------- | ----- | ---------------------------- |
| ستيفان شروك 45+2' | تقرير | يوسف ناصر 63' · وليد علي 85' |

فاز منتخب الكويت لكرة القدم 5–1 في الإجمالي وتقدم إلى تصفيات كأس العالم لكرة القدم 2014 – آسيا المرحلة الثالثة.
| عمان                                  | 3–0 Awarded | ميانمار |
| ------------------------------------- | ----------- | ------- |
| عماد الحوسني 21' · إسماعيل العجمي 79' | تقرير       |         |

| ميانمار | 0–2   | عمان                                               |
| ------- | ----- | -------------------------------------------------- |
|         | تقرير | عماد الحوسني 22' · أحمد مبارك المحيجري 39' (ركلة.) |

فاز منتخب عمان لكرة القدم 5–0 في الإجمالي وتقدم إلى تصفيات كأس العالم لكرة القدم 2014 – آسيا المرحلة الثالثة.
| السعودية                                      | 3–0   | هونغ كونغ |
| --------------------------------------------- | ----- | --------- |
| ناصر الشمراني 45+1'، 47' · أسامة المولد 45+3' | تقرير |           |

| هونغ كونغ | 0–5   | السعودية                                                                                               |
| --------- | ----- | --- |
|           | تقرير | حسن معاذ فلاته 34' · محمد نور 71' (ركلة.) · ناصر الشمراني 73' · محمد السهلاوي 79' · أسامة هوساوي 90+3' |

فاز منتخب السعودية لكرة القدم 8–0 في الإجمالي وتقدم إلى تصفيات كأس العالم لكرة القدم 2014 – آسيا المرحلة الثالثة.
| إيران                                                 | 4–0   | المالديف |
| ----------------------------------------------------- | ----- | -------- |
| كريم أنصاريفرد 4'، 62' · علي كريمي 67' · Daghighi 86' | تقرير |          |

| المالديف | 0–1   | إيران                  |
| -------- | ----- | ---------------------- |
|          | تقرير | محمد رضا خلعتبري 45+1' |

فاز منتخب إيران لكرة القدم 5–0 في الإجمالي وتقدم إلى تصفيات كأس العالم لكرة القدم 2014 – آسيا المرحلة الثالثة.
| سوريا                          | 0–3 Awarded | طاجيكستان  |
| ------------------------------ | ----------- | ---------- |
| جورج مراد 45+1' · رجا رافع 77' | تقرير       | Saidov 47' |

| طاجيكستان | 3–0 Awarded | سوريا                                                  |
| --------- | ----------- | ------------------------------------------------------ |
|           | تقرير       | رجا رافع 6'، 35' · نديم صباغ 53' · Choriyev 86' (ه.ذ.) |

منتخب طاجيكستان لكرة القدم منح المواجهة (6–0 في الإجمالي) وتقدم إلى تصفيات كأس العالم لكرة القدم 2014 – آسيا المرحلة الثالثة.
| قطر                                             | 3–0   | فيتنام |
| ----------------------------------------------- | ----- | ------ |
| محمد كاسولا 6' · مشعل مبارك 51' · يوسف أحمد 67' | تقرير |        |

| فيتنام                                     | 2–1   | قطر           |
| ------------------------------------------ | ----- | ------------- |
| نغوين ترونغ هونغ 60' · نغوين كوانغ هاي 75' | تقرير | يوسف أحمد 17' |

فاز منتخب قطر لكرة القدم 4–2 في الإجمالي وتقدم إلى تصفيات كأس العالم لكرة القدم 2014 – آسيا المرحلة الثالثة.
| العراق                                  | 2–0   | اليمن |
| --------------------------------------- | ----- | ----- |
| هوار ملا محمد 10' · علاء عبد الزهرة 64' | تقرير |       |

| اليمن | 0–0   | العراق |
| ----- | ----- | ------ |
|       | تقرير |        |

فاز منتخب العراق لكرة القدم 2–0 في الإجمالي وتقدم إلى تصفيات كأس العالم لكرة القدم 2014 – آسيا المرحلة الثالثة.
| سنغافورة                                                                      | 5–3   | ماليزيا                                |
| ----------------------------------------------------------------------------- | ----- | -------------------------------------- |
| ألكساندر جوريتش 8'، 81' · تشيو لي 22' · فخر الدين مصطفيتش 44' · شي جياي 45+1' | تقرير | صفي سالي 1'، 71' · عبد الهادي يحيى 70' |

| ماليزيا      | 1–1   | سنغافورة    |
| ------------ | ----- | ----------- |
| صفي سالي 57' | تقرير | شي جياي 71' |

فاز منتخب سنغافورة لكرة القدم 6–4 في الإجمالي وتقدم إلى تصفيات كأس العالم لكرة القدم 2014 – آسيا المرحلة الثالثة.
| أوزبكستان                                                                           | 4–0   | قرغيزستان |
| ----------------------------------------------------------------------------------- | ----- | --------- |
| ألكساندر غينريخ 28' · مارات بيكماييف 48' · سرفر جباروف 55' · أولوغبيك باكاييف 90+2' | تقرير |           |

| قرغيزستان | 0–3   | أوزبكستان                                   |
| --------- | ----- | ------------------------------------------- |
|           | تقرير | فيكتور كاربينكو 47' · بهادر نسيموف 65'، 90' |

فاز منتخب أوزبكستان لكرة القدم 7–0 في الإجمالي وتقدم إلى تصفيات كأس العالم لكرة القدم 2014 – آسيا المرحلة الثالثة.
| الإمارات العربية المتحدة                                                      | 3–0   | الهند |
| ----------------------------------------------------------------------------- | ----- | ----- |
| حمدان الكمالي 21' (ركلة.) · محمد سعيد الشحي 29' (ركلة.) · إسماعيل الحمادي 81' | تقرير |       |

| الهند                                    | 2–2   | الإمارات العربية المتحدة              |
| ---------------------------------------- | ----- | ------------------------------------- |
| جيجي لالبيخلوا 74' · غورمانجي سينغ 90+2' | تقرير | محمد سعيد الشحي 40' · علي الوهيبي 72' |

فاز منتخب الإمارات العربية المتحدة لكرة القدم 5–2 في الإجمالي وتقدم إلى تصفيات كأس العالم لكرة القدم 2014 – آسيا المرحلة الثالثة.
| الأردن                                                                                         | 9–0   | نيبال |
| ---------------------------------------------------------------------------------------------- | ----- | ----- |
| حسن عبد الفتاح 7'، 72'، 83'، 90' · عامر ذيب 20'، 57' · أحمد هايل 31'، 62' · عبد الله ذيب 45+2' | تقرير |       |

| نيبال           | 1–1   | الأردن         |
| --------------- | ----- | -------------- |
| بارات كاواس 80' | تقرير | سعيد مرجان 53' |

فاز منتخب الأردن لكرة القدم 10–1 في الإجمالي وتقدم إلى تصفيات كأس العالم لكرة القدم 2014 – آسيا المرحلة الثالثة.

## الهدافين
تم سجيل 60 هدف في 15 مباراة، بمعدل 4 هدف لكل مباراة.
4 أهداف
- حسن عبد الفتاح

3 أهداف